# Rajon Kotschkor
Der Rajon Kotschkor ist ein Rajon in Kirgisistan mit 68.962 Einwohnern (Stand 2022). Er ist dem Oblus Naryn untergeordnet. Verwaltungssitz ist Kotschkor.

## Geographie und Verkehr
Die Fläche des Rajons beträgt 5.868 km2. Nachbarrajons bzw. -Gebiete sind der Rajon Dschumgal, der Rajon Naryn und der Rajon Ak-Talaa sowie die Gebiete Tschüi und Yssyk-Köl.

## Bevölkerung
| Jahr | Einwohnerzahl |
| ---- | ------------- |
| 1939 | 28.696        |
| 1970 | 39.798        |
| 1979 | 47.206        |
| 1989 | 51.523        |
| 1999 | 53.089        |
| 2009 | 58.267        |
| 2022 | 68.962        |

## Gliederung
Der Rajon beinhaltet 35 Dörfer in 11 Landgemeinden. Die 11 Landgemeinden sind:
| Landgemeinde | Verwaltungssitz | Einwohner 2009 | Einwohner 2021 |
| ------------ | --------------- | -------------- | -------------- |
| Ak-Kyja      | Kara-Suu        | 5.060          | 6.521          |
| Kara-Suu     | Mantysch        | 5.827          | 7.003          |
| Kök-Dschar   | Kök-Dschar      | 2.308          | 3.119          |
| Kosch-Döbö   | Kara-Sas        | 2.843          | 3.632          |
| Kotschkor    | Kotschkor       | 15.888         | 17.591         |
| Kum-Döbö     | Kum-Döbö        | 7.999          | 10.137         |
| Sary-Bulak   | Ak-Kyja         | 802            | 1.082          |
| Semis-Bel    | Kara-Too        | 4.763          | 6.310          |
| Song-Kul     | Telek           | 1.505          | 1.744          |
| Talaa-Bulak  | Döng-Alysch     | 3.920          | 5.005          |
| Tscholpon    | Tscholpon       | 7.352          | 9.155          |
| Gesamt       |                 | 58.267         | 69.391         |